# Fairey Fireflash
«Файрфлэш» (англ. Fireflash, /ˈfaɪəflæʃ/ — «огненная вспышка») — первая британская ракета класса «воздух-воздух» с полуактивной радиолокационной системой наведения поступившая в Королевские ВВС. Ракета была разработана в конце 1940-х — начале 1950-х гг. компанией «Фэйри» совместно с несколькими подрядчиками.

## История создания
Разработана по тактико-техническому заданию OR.1088 Министерства снабжения на управляемую ракету класса «воздух-воздух». Проект начат в 1949 году под радужным кодом «Блю скай» (англ. Blue Sky «синее небо»).

## Конструкция
Во время проектирования «Файрфлэш», технологии создания ракет класса «воздух-воздух» ещё не были развиты и методы самонаведения применяемые на современных ракетах ещё не были разработаны, поэтому была использована разработанная во время второй мировой войны технология захвата цели радиолучом. Таким образом в ракете было реализовано наведение по лучу радиолокатора (т. н. «осёдланный луч» — англ. beam-riding), когда носитель ракеты должен захватить узким лучём своей РЛС воздушную цель и после запуска, ракета должна была вывести себя в центр луча (в равносигнальную зону) и продолжать полёт до встречи с целью. Точность наведения зависела от качества удержания луча РЛС на цели, что требовало со стороны оператора высокого мастерства. Приёмник сигнала РЛС располагался в задней части ракеты.
В послевоенный период среди британских конструкторов ракетного вооружения было широко распространено мнение, что излучение РЛС не может пройти через тепловой след ракетного двигателя, или же будет сильно им искажено, поэтому на самой ракете «Файрфлэш» не было собственной двигательной установки и после схода с направляющих пусковой установки она разгонялась парой твердотопливных ускорителей «Траш» или «Блэкбёрд» (рус. Дрозд или рус. Чёрный дрозд) закреплённых в передней части ракеты с двух сторон от неё и выступавших за её носовую часть. Реактивная тяга ускорителей достигала 1 тонны. Ускорители сбрасывались после окончания их работы, после чего ракета совершала свободный управляемый полёт к цели на максимальную дальность до 3,5 км.
Ракета управлялась с помощью рулей, которые разблокировались после отделения ускорителей. Привод рулей — пневматический, атмосферное давление в магистрали составляло около 210 атмосфер.
Боевая часть располагалась в носовой части ракеты и активировалась неконтактным взрывателем.
В качестве носителей «Файрфлэш» могли использоваться специально переоборудованные для этих целей массовые истребители «Свифт», «Метеор» и «Хантер».

## Тактико-технические характеристики
- Длина: 2,83-2,84 м (с ускорителями)
- Масса: 140—150 кг
- Размах крыльев: 0,74 м
- Диаметр корпуса: 0,14 м
- Максимальная скорость: 2200 км/ч (~2 М)
- Дальность стрельбы: 3-4 км
- Двигательная установка: 2 твердотопливных ускорителя Thrush (или Blackbird)
- Система наведения: наведение по радиолучу

## Эксплуатанты
Великобритания
- Королевские ВВС